# جامعة المملكة (البحرين)
جامعة المملكة هي جامعة بحرينية خاصة تقع في منطقة الرفاع بمملكة البحرين، تأسست عام2001، ويزيد عدد خريجيها عن 4000 طالب تقريباً.

## مقرها
بدأت الجامعة مشوارها في مقر مؤقت في العاصمة المنامة على شارع عبد الرحمن كانو بالقرب من النادي الأهلي، وتم الانتهاء في سبتمبر سنة 2013 من بناء مقر الجامعة الرئيسي الجديد والمتكامل في منطقة الرفاع بمملكة البحرين.

## الاعتمادية
للتأكيد على جودة البرامج التي تقدمها جامعة المملكة فقد تم تصميم جميع المقررات الدراسية بالتعاون الأكاديمي الوثيق حيث تم اعتماد جميع المقررات والبرامج الأكاديمية والاعتراف بالشهادات التي تمنحها جامعة المملكة وإعطائها الصفة القانونية اللازمة.
حاصلة على تقدير جدير بالثقة في تقرير الهئية الوطنية لضمان جودة التعليم والتدريب الصادر في 2014 ، وحاصلة على الاعتماد الأكاديمي من الأمانة العامة لمجلس التعليم العالي سنة 2016.

## النظام الأكاديمي
مدة الدراسة بالجامعة 4 سنوات لجميع برامج البكالوريوس لمختلف الكليات. ويتخرج الطالب من الجامعة بعد أن ينهي بنجاح عدد الساعات المطلوبة في خطته، وهي بين (129-179) ساعة معتمدة لدرجة البكالوريوس في جميع البرامج.
تعتمـد الدراسـة فـي الجامعة علـى نظـام الساعات المعتمدة والذي تُقسّم السنة الدراسـية بموجبه إلى ثلاثة فصول دراسية مـدة كل فصل (12) أسبوعاً دراسياً، ويستطيع الطالـب أن يُسجّل كحـد أقصـى (19) ساعـة فـي الفصل الواحد، و(12) ساعات كحد أدنى. تشمل المساقات الدراسية متطلبات الجامعة ومتطلبات الكلية ومتطلبات التخصص.

## البرامج الأكاديمية
تتكون جامعة المملكة من 3 كليات وهم:
1. كلية إدارة الأعمال، وتطرح البرامج التالية:
  1. بكالوريوس إدارة الأعمال.
  2. بكالوريوس الإدارة المالية والمصرفية
  3. بكالوريوس الإدارة المالية والمحاسبة
  4. ماجستير إدارة الأعمال (باللغة الانجليزية)

1. كلية الحقوق وتطرح البرامج التالية:
  1. بكالوريوس القانون.
  2. ماجستير القانون

## القبول والرسوم الجامعية
متطلبات القبول في جامعة المملكة هي يمكن الرجوع إليها في الموقع الإلكترني، وتعتبر البرامج الأكاديمية في جامعة المملكة من أرقى البرامج المعترف بها محليا وإقليميا ودوليا.